# Epiechinus sulcisternus
Epiechinus sulcisternus är en skalbaggsart som beskrevs av Heinrich Bickhardt 1911. Epiechinus sulcisternus ingår i släktet Epiechinus och familjen stumpbaggar. Inga underarter finns listade i Catalogue of Life.